# Контролируемая цифровая выдача
Контролируемая цифровая выдача (англ. Controlled Digital Lending, CDL) – метод, в рамках которого библиотеки оцифровывают свои коллекции и предоставляют доступ читателям. Система является цифровым эквивалентом получения книги в традиционной библиотеке – к выдаче доступно лишь столько копий, сколько у библиотеки есть в печатном виде. Если пользователь хочет прочитать произведение, но все доступные экземпляры уже взяты, он попадает в лист ожидания. Читатели не могут сохранять или копировать файлы, так как доступ к материалам контролируется средствами защиты авторских прав. Проект Open Library, созданный Архивом Интернета в 2010 году, является наиболее известным примером применения CDL.

## История появления

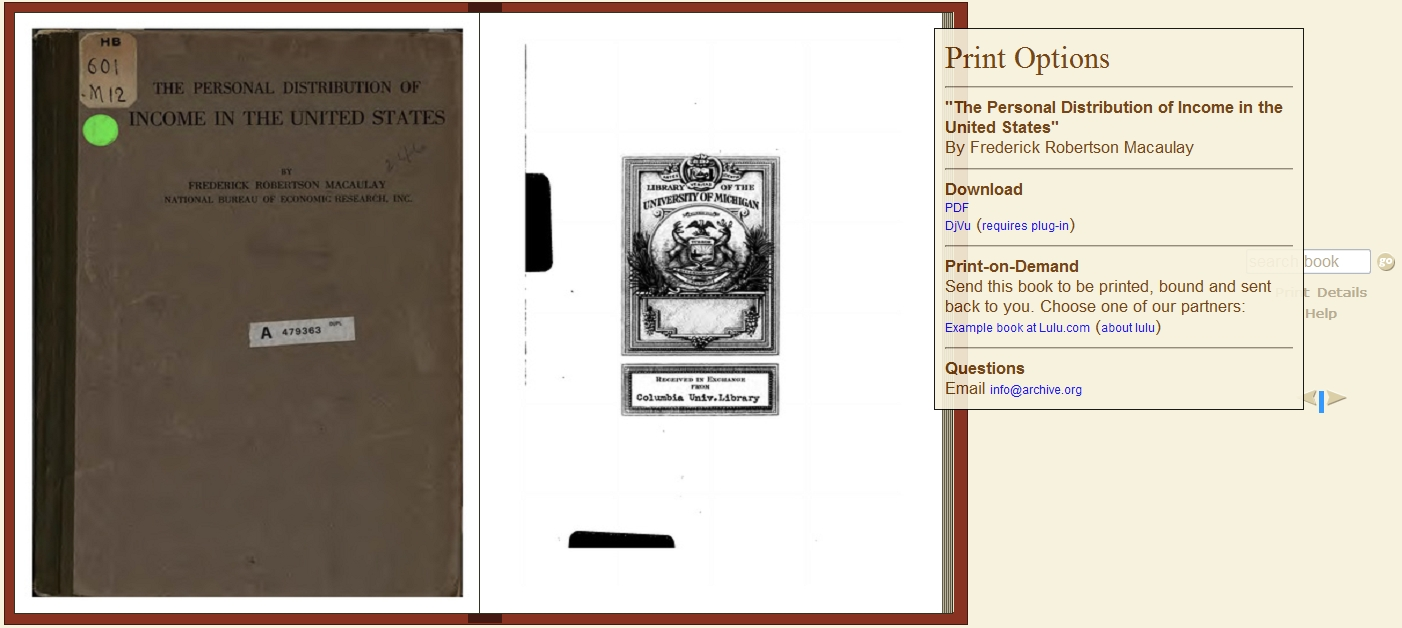
Скриншот книги с портала Open Library, 2008 год

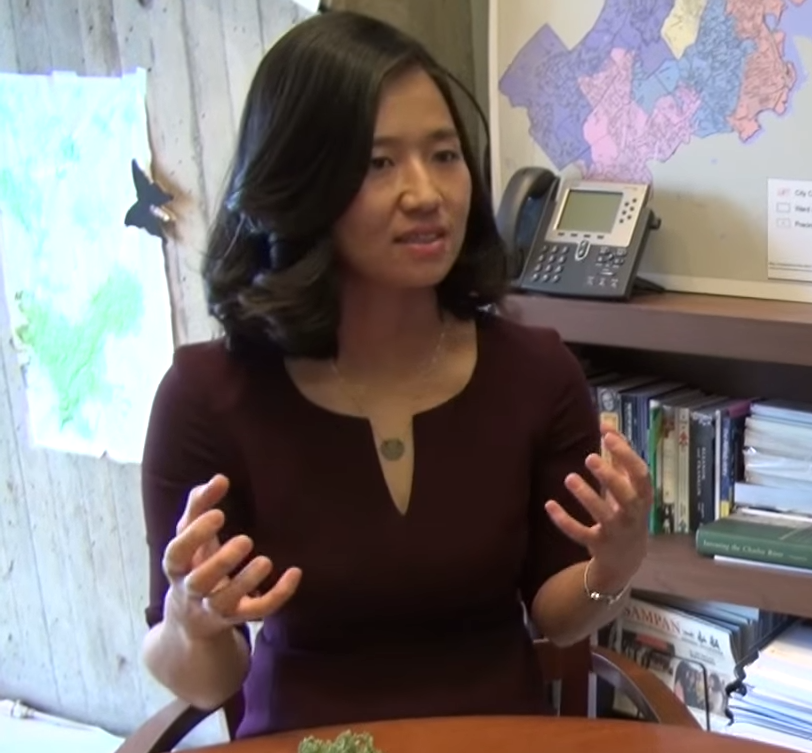
Мишель Ву в 2018 году

В начале 2000-х в  США начались обсуждения, как с помощью новых технологий библиотеки могут оцифровывать и выдавать произведения. Библиотекари начали поддерживать распространение электронных копий книг из своих коллекций. Одной из первых новую правовую концепцию начала разрабатывать известная американская юристка Мишель Ву. В то время она работала библиотекарем в Хьюстонском университете и стремилась найти способ оцифровать и сохранить библиотечное собрание, практически полностью уничтоженное в результате наводнения из-за тропического шторма «Эллисон». Впоследствии Ву посвятила большую часть своей карьеры разработке правовых принципов CDL и демонстрации библиотекам, как применять эту концепцию на практике.
В 2010 году Архив Интернета запустил проект Open Library, основанный на принципах CDL. Новая цифровая библиотека предлагала в электронном виде точное количество копий определённого произведения, которым владел Архив Интернета. Каждый пользователь мог взять до пяти электронных книг на срок до двух недель. Материалы стали доступны через партнёрские организации «Архива», в число которых входят свыше тысячи библиотек со всего мира, включая Бостонскую публичную библиотеку. Система является цифровым эквивалентом получения книги в обычной библиотеке, где пользователь попадает в список ожидания, если все доступные экземпляры уже взяты. Через портал пользователи могут искать  литературу по авторам, названиям, издательствам, ключевым словам и году выпуска. На 2022 год Open Library предоставила на прокат более трёх миллионов цифровых книг, включая произведения, защищённые авторским правом.
После запуска Open Library Мишель Ву опубликовала статью Building a Collaborative Digital Collection: A Necessary Evolution in Libraries, в которой подробно описала правовые основы сканирования и распространения библиотечных изданий. Однако термин Controlled Digital Lending впервые появился в 2018 году, когда юристы и библиотекари Дэвид Хансен и Кайл Кортни опубликовали два значимых документа: «Заявление о позиции в отношении контролируемой цифровой выдачи» и «Белую книгу о контролируемой цифровой выдаче библиотечных книг». Авторы подробно описали правовую основу CDL в контексте американского законодательства об авторском праве. В Заявлении также подчёркивалась необходимость внедрения практик CDL в библиотеках. Впоследствии его подписали ряд ведущих библиотек и экспертов по авторскому праву. В «Белой книге» приводился детальный обзор законодательства, обоснование добросовестного использования в рамках контролируемой цифровой выдачи, а также  практические риски и политические соображения для библиотек.
С 2018 года CDL стали внедрять ведущие североамериканские библиотечные системы и консорциумы, включая библиотеки Калифорнийского университета в Беркли, Публичную библиотеку Гамильтона в Онтарио, Цифровую публичную библиотеку Америки, Университет Карнеги-Меллона. Также обсуждалась возможность внедрения модели в Бразилии.

## Принцип работы

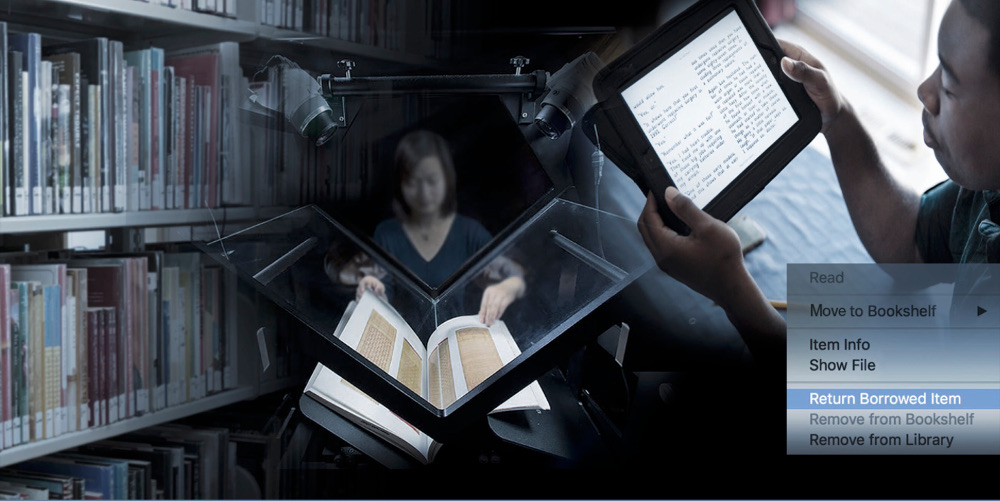
Иллюстрация принципа работы CDL

Согласно концепции CDL, библиотека имеет возможность предоставлять электронные копии изданий вместо физических. Модель не разделяет электронный и физический форматы – одна печатная копия равнозначна своей цифровой версии. Пользователи не могут распространять или копировать полученные электронные копии, поскольку библиотеки используют технические средства защиты авторских прав. В соответствии с этим подходом библиотека может предоставить одновременно только столько  экземпляров, сколько законно приобретено до оцифровки, обычно в результате покупки или дарения. Например, если библиотека владеет тремя копиями издания и оцифровывает одну копию, она может использовать CDL для выдачи одной цифровой копии и двух печатных, или трёх цифровых, или двух цифровых копий и одной печатной.
Согласно опубликованному в 2018 году Заявлению о контролируемой цифровой выдаче, библиотекам необходимо придерживаться шести принципов для реализации CDL:
- Оригинал произведения законно приобретён;
- CDL применяется только к произведения, принадлежащим библиотеке и не находящимся под лицензией;
- Общее количество копий в любом формате, доступных для выдачи одновременно, ограничено числом физических копий во владении;
- Каждая цифровая версия предоставляется  только одному читателю за раз, как и в случае с физическими копиями;
- Срок выдачи цифровой копии аналогичен периоду для физического экземпляра;
- Для предотвращения массового копирования и распространения применяется система управления цифровыми правами[1].

## Достоинства
Внедрение CDL в библиотеки позволяет адаптироваться к технологическим изменениям, сохраняя при этом принципы авторского права для оцифрованных материалов, это делает  библиотеки более доступными и инклюзивными. Эта модель также способствует борьбе с  дезинформацией, облегчая доступ к авторитетным источникам.  Цифровая выдача  обеспечивает доступ к книгам без отслеживания читательских привычек коммерческими организациями, что защищает конфиденциальность пользователей. CDL поддерживает принципы открытой науки и даёт доступ к старым произведениям, которые всё ещё находятся под защитой авторских прав, однако вряд ли будут оцифрованы коммерческими организациями.

## Критика
Обычно библиотеки должны приобретать лицензионные электронные копии произведений у издателей по завышенным ценам. Бюджеты библиотек часто не могут покрыть  покупку новых электронных книг. CDL подразумевает, что отсканированные книги полностью аналогичны физическим копиям. Оппоненты модели считают, что в рамках контролируемой цифровой выдачи книги распространяются в виде файлов изображений и это нарушает авторское право, а также ставит под угрозу доходы писателей от продажи лицензионных электронных копий.
CDL базируется на  двух основных доктринах авторского права: исчерпанием прав интеллектуальной собственности и добросовестным использованием. Исчерпание прав или «правило первой продажи» означает, что после первой законной продажи продукта с разрешения  владельца интеллектуальной собственности, первоначальные авторские права «исчерпаны» и перестают действовать. Например, после покупки книги её последующая перепродажа считается законной. Добросовестное использование позволяет использовать авторские материалы в образовательных и научных целях. Сторонники CDL считают, что добросовестное использование применимо к модели, поскольку библиотеки предоставляют доступ к знаниям для тех, кто физически не может получить к ним доступ. Архив Интернета также обосновывал работу Open Library с помощью Digital Millennium Copyright Act, согласно которому если у правообладателей возникают какие-то вопросы к правомерности размещения контента, «Архив» с высокой степенью вероятности его удалит. Однако противники CDL, среди которых Гильдия Авторов и британское Общество авторов, считают такую практику незаконной и неконтролируемой.
В 2019 году несколько авторских и издательских ассоциаций, включая Гильдию авторов, Association of American Publishers, Международную ассоциацию издателей, а также Британское общество авторов, подписали совместное заявление, выступив  против внедрения модели CDL в библиотечные системы. В заявлении отмечалось отсутствие оснований считать, что модель соответствует принципам американского или международного авторского права. Организации также потребовали прекратить работу Open Library, поскольку библиотечные сканы заменяют коммерчески лицензированные электронные книги, лишая издателей и авторов прибыли. Главный юрисконсульт Ассоциации американских издателей Терри Харта считает контролируемую цифровую выдачу «выдуманной доктриной», которую Архив Интернета использует для «явного нарушения» закона об авторском праве. Сторонники CDL, в свою очередь, указывают на то, что пользователи не могут распространять копии, так как предоставленный им доступ технически делает невозможным скачивание материалов. Они также отмечают отсутствие доказательств потери доходов из-за внедрения CDL.

### Судебное разбирательство с Архивом Интернета
В 2020 году, на фоне пандемии COVID-19, Архив Интернета запустил службу «Национальная аварийная библиотека» (англ. National emergency library), которая открывала доступ к 1,4 млн книг без очереди и снятием ограничений на количество читателей одного экземпляра. Это было сделано в ответ на массовую самоизоляцию, когда миллионы людей были вынуждены учиться и работать из дома и не могли взять нужную книгу в обычной библиотеке.
Гильдия Авторов опубликовала заявление, осудив проект Архива Интернета и обвинив его в использовании эпидемии коронавируса как предлога для нарушения закона об авторском праве. Ассоциация американских издателей заявила, что «ошеломлена агрессивной, незаконной и оппортунистической атакой Архива Интернета на права авторов и издателей в разгар новой пандемии коронавируса». В этом же году четыре крупнейших издателя — Hachette, HarperCollins, John Wiley & Sons и Random House — подали в суд на Архив Интернета за нарушение авторских прав. Издатели утверждали, что CDL негативно влияет на их рынок лицензирования и продажи электронных книг, хотя доказательств потери доходов не было представлено.
Судебное дело стал крупнейшим в истории США о нарушении авторских прав и определяющим для будущего модели CDL. Оно вызвало большой общественный резонанс, с оппозицией со стороны многих организаций и писателей. В сентябре 2022 года более 300 писателей, включая Нила Геймана, Наоми Кляйн, Чака Вендига, подписали петицию против дела, заявив, что не потеряли доходы от работы Чрезвычайной Библиотеки, но получили множество преимуществ, включая доступ к первоисточникам.
25 марта 2023 года Федеральный судья Джон Г. Коэлтл поддержал доводы истцов. Согласно решению суда, Архив Интернета нарушил авторские права четырёх издателей, не получив разрешение на распространение литературы от правообладателей книг. Архив Интернета заявил о решении подать апелляцию на решение суда.